# AZS PWSZ Nysa
Klub Uczelniany Akademickiego Związku Sportowego PWSZ w Nysie – wielosekcyjny uczelniany klub sportowy działający przy PWSZ w Nysie. Został założony 11 stycznia 2002 roku.

## Historia
Od momentu powstania w 2002 roku aż do 2005 roku posiadał tylko jedną sekcję - turystyczną. Zajmował się wówczas turystyką, organizacją Juwenaliów oraz dodatkowe zajęcia sportowe dla studentów PWSZ. Podejmowano także pierwsze próby założenia sekcji kick-boxingu.
Dopiero w 2005 roku, decyzją zarządu powołano do życia sekcje: koszykówki, piłki siatkowej, sportów obronnych, sportów wodnych, zaś sekcja turystyczna rozszerzyła się o szkolenie z zakresu ratownictwa górskiego i wspinaczki.

## Sekcja siatkarska
Sekcja piłki siatkowej, która powstała w 2005 roku, została zbudowana w dużej mierze na zawodnikach KS Nysa (wcześniej Stali) i jest naturalnym kontynuatorem tradycji tego klubu. Obecnie drużyna gra w I lidze.